# Paolo Uccello

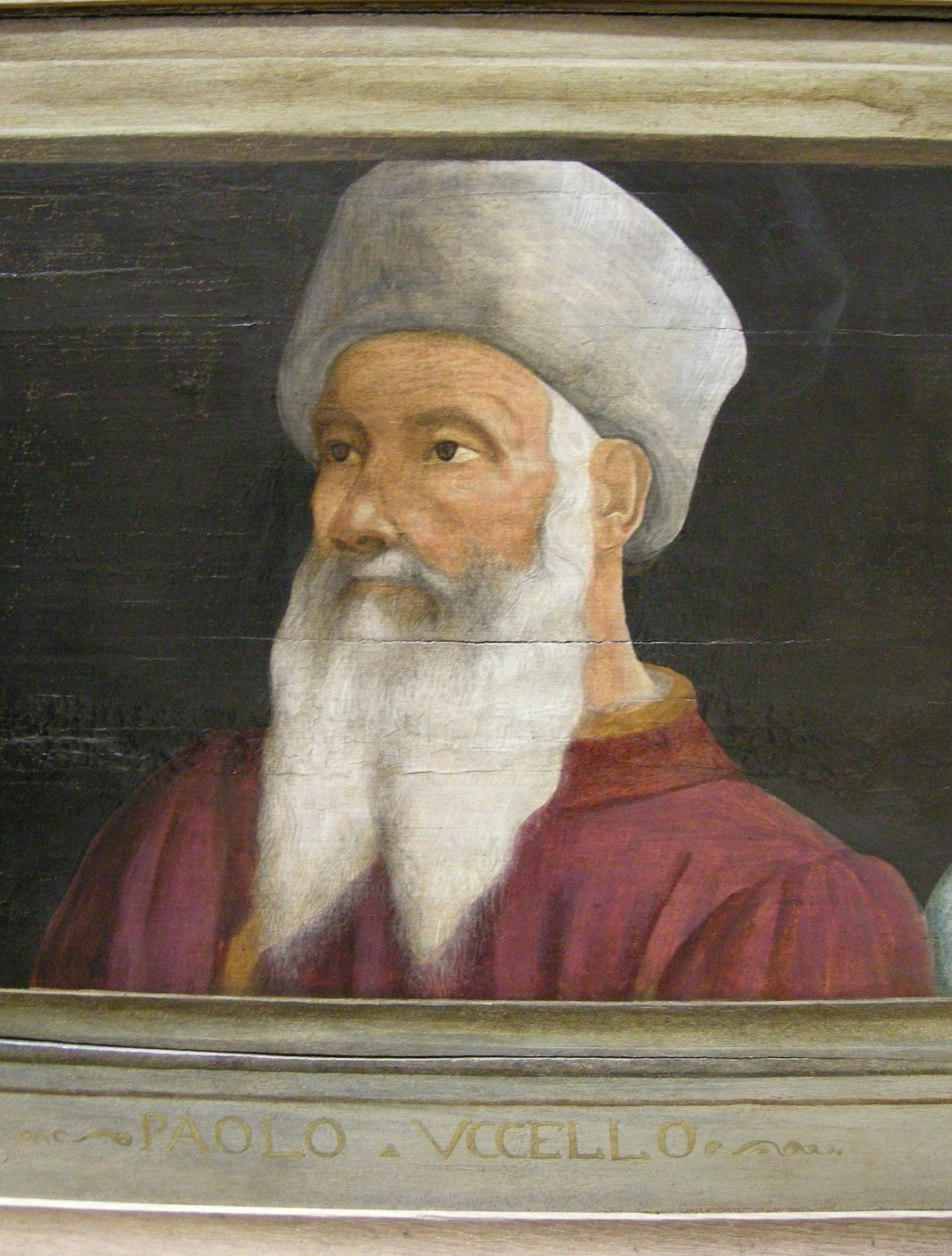
Porträt von Paolo Uccello (unbekannter Künstler)

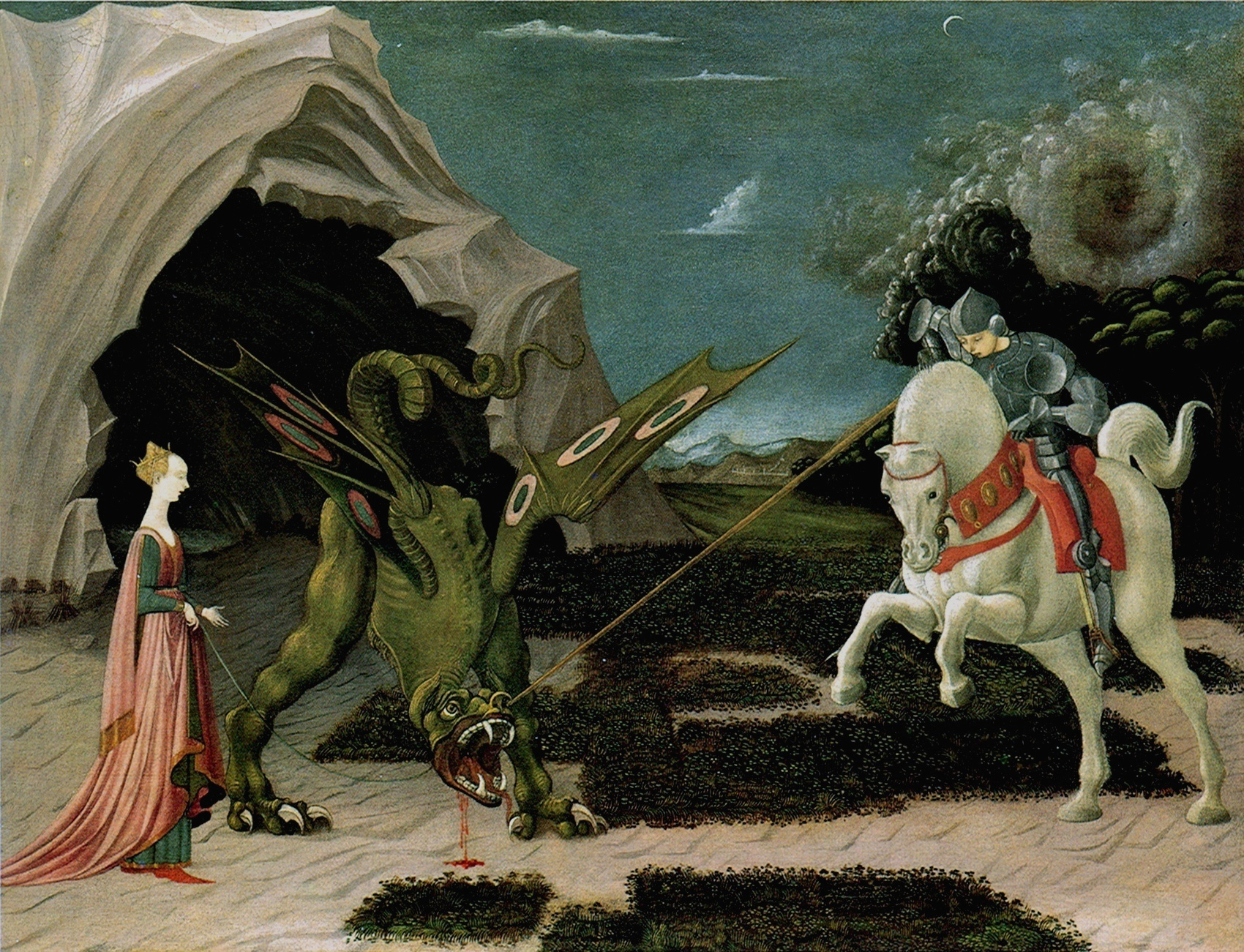
Der hl. Georg und der Drache

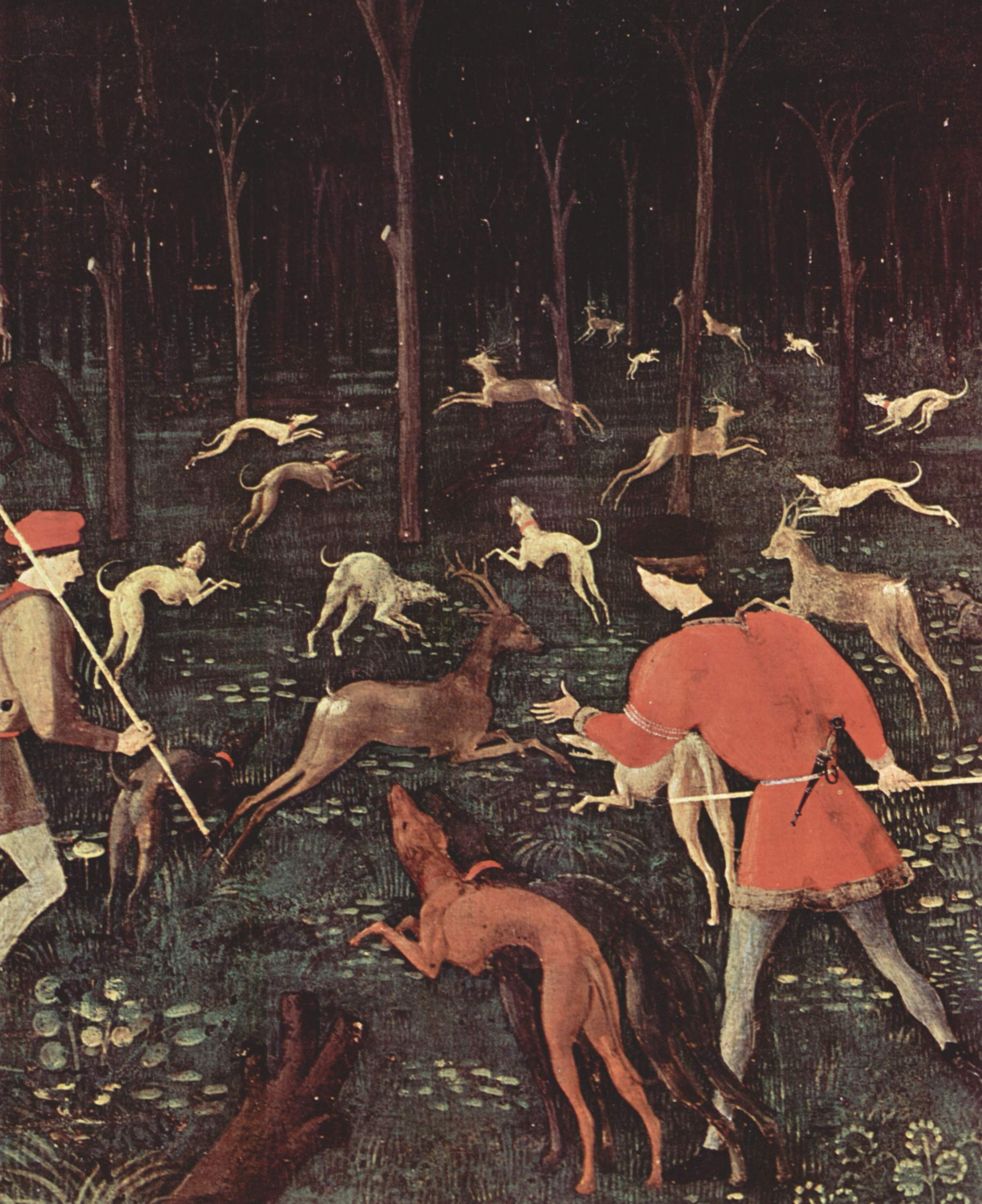
Jagd bei Nacht, Detail

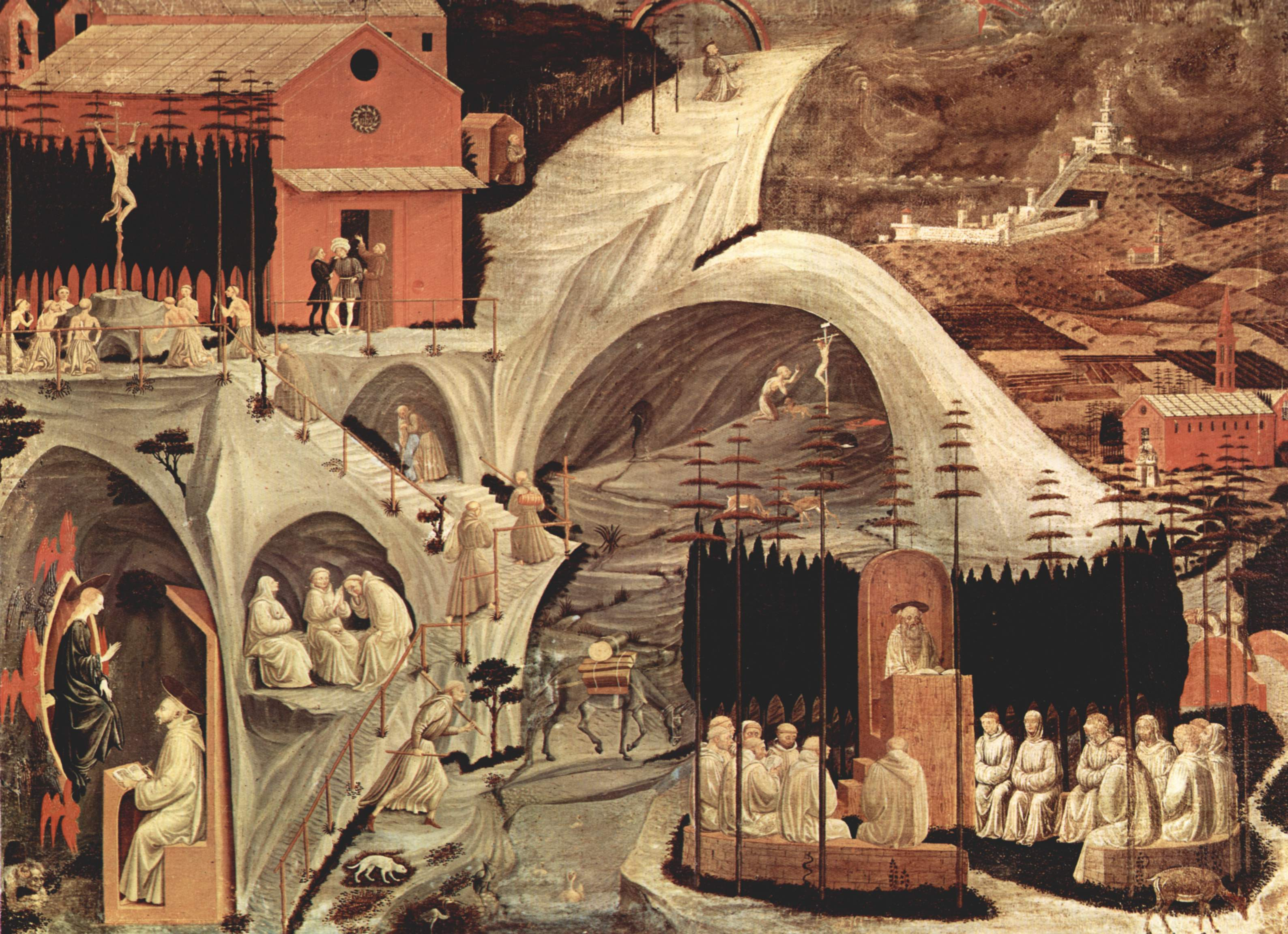
Episoden aus dem eremitischen Leben

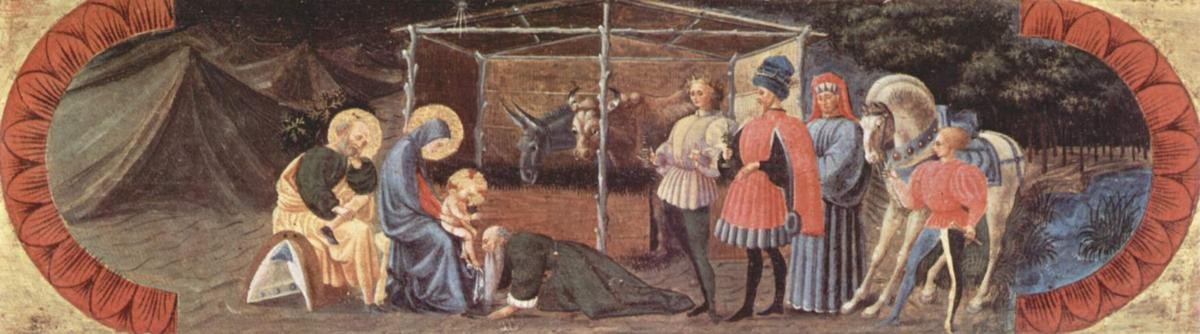
Paolo Uccello, Anbetung der Könige, 1435

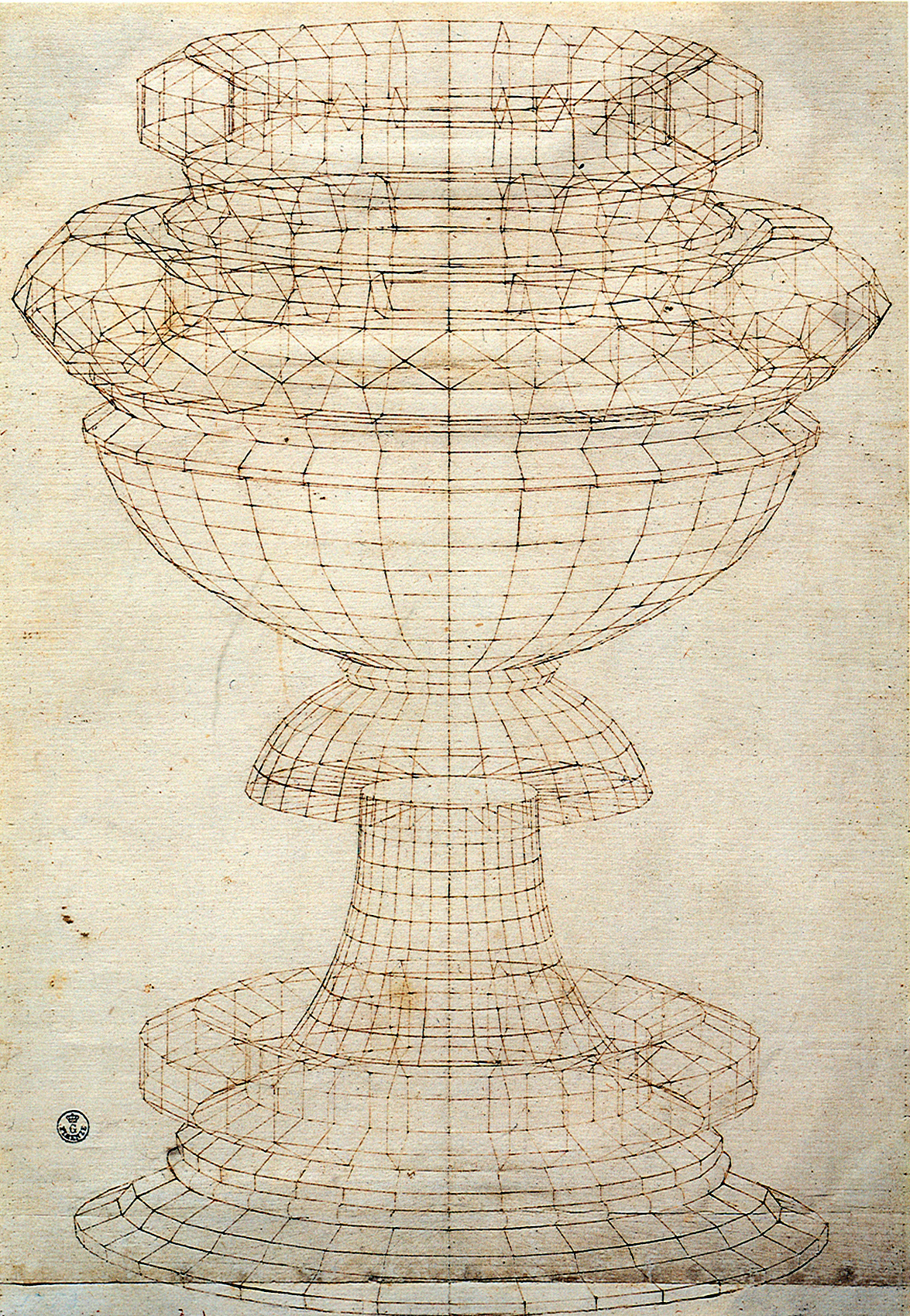
Wireframe Darstellung einer Vase von Paolo Uccello. 15tes Jahrhundert

Paolo di Dono, besser bekannt als Paolo Uccello, (* 1397 in Florenz; † 10. Dezember 1475 in Florenz) war ein italienischer Maler und Mosaikkünstler.
Uccello gilt als Vater der perspektivischen Malerei in Italien und war ein experimentierfreudiger und auch etwas exzentrischer Zeitgenosse.
In Werken wie Die Schlacht bei San Romano (um 1440) schafft seine Verwendung der Perspektive und des Fluchtpunkts neue Wege der räumlichen Darstellung.

## Leben und Werk
1407 trat er in die Bildhauerwerkstatt Lorenzo Ghibertis als Gehilfe ein, wo er die Bildhauerei erlernte; er verließ Ghiberti 1415, um sich der reichen Zunft der Ärzte und Apotheker (Arte dei Medici e Speziali) anzuschließen (Künstler durften in Florenz damals keine eigene Zunft bilden) und sich der Malerei zuzuwenden. Von 1427 an wirkte Uccello zwei Jahre lang in Venedig, wo er Mosaiken für die Kirche San Marco schuf, und kehrte 1431 nach Florenz zurück. 1436 schuf er im dortigen Dom das Fresko des Sir John Hawkwood, mit dem er den Typus eines Reiterstandbilds erfand, der später noch vielfach aufgegriffen werden sollte. Wegen der vielen Vögel und anderer Tiere in seinen Gemälden erhielt er von seinen Zeitgenossen den Namen „Uccello“ – Vogel. Sein Haus war voller gemalter Vögel, Katzen, Hunde und aller möglichen fremdartigen Tiere, von denen er sich Abbildungen verschaffen konnte, ähnlich wie bei Die Jagd (um 1460), wo er sich bemühte, die Hunde dreidimensional wirken zu lassen, genau wissend, dass der räumliche Anblick entscheidend für den Eindruck auf den Betrachter ist.
Er fand in der mächtigen Florentiner Bankiers-Familie der Medici seine Gönner. Um 1440 fertigte er für die Familie der Bartolini Salimbeni drei Schlachtenbilder über einen unbedeutenden Sieg der Florentiner über die Sienesen 1432 (Die Schlacht von San Romano, um 1440) an; diese bestechen durch ihre Figurenfülle in klarer perspektivischer Bildstruktur. Die Bilder zierten das Schlafzimmer Lorenzo de’ Medicis und befinden sich heute in der National Gallery in London, in den Uffizien in Florenz und im Louvre in Paris.

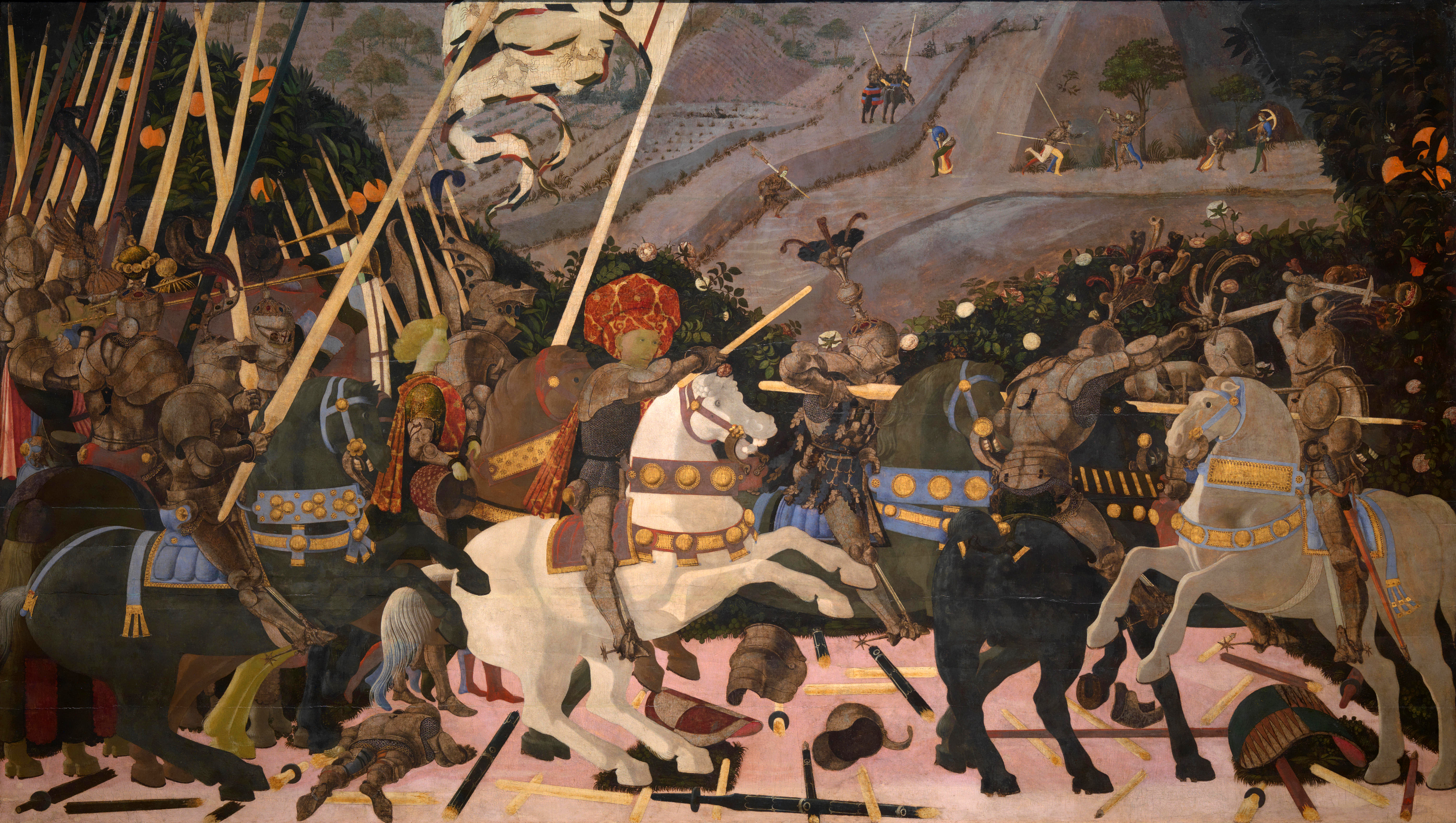
Die Schlacht von San Romano, National Gallery, London
Die Schlacht von San Romano, Uffizien, Florenz
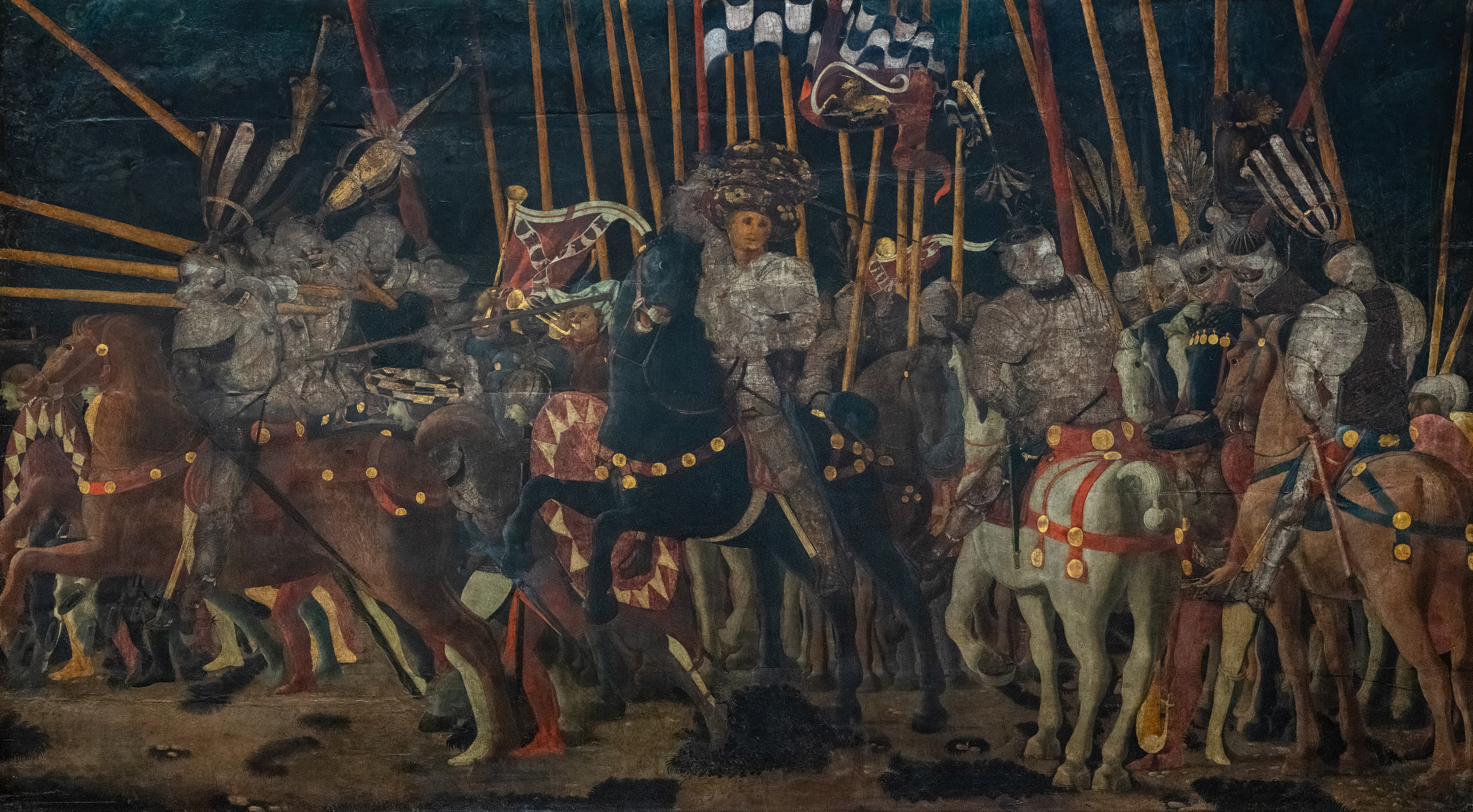
Die Schlacht von San Romano, Louvre, Paris

1467–69 weilte er am Hof von Urbino und malte dort für die Corpus-Domini-Bruderschaft die Predella Die Schändung der Hostie von 1467/8, auch bekannt als Pala del Corpus Domini, heute in der Galleria nazionale delle Marche, Urbino. Diese Szenen der Heiligenlegende, gefertigt als sechs Sockelbilder, sollten das Hauptwerk des flämischen Malers Justus van Ghent am Hauptaltar, die Kommunion der Apostel von 1473/74, unterstreichen.
Paolo Uccello ist bekannt für seine wissenschaftlichen Studien. Wenn ihn schwierige, scheinbar unlösbare Probleme der Perspektive beschäftigten, pflegte er sich für Wochen oder Monate in seinem Hause einzuschließen und nicht zum Vorschein zu kommen. Zu seinen Freunden gehörte der Mathematiker Manetti, mit dem er gern über Euklid diskutierte. Der ebenfalls mit ihm befreundete Donatello behauptete, Uccello vergeude seine Zeit mit dem Zeichnen von mazzocchi – der eigenartig geformten Kopfbedeckung der Männer im Quattrocento – und mit dem Projizieren von Punkten und Kugeln mit 72 Facetten, alles perspektivisch und unter verschiedenen Winkeln gesehen. „Der verrückte Paolo“, wie ihn seine Zeitgenossen nannten, war besessen von der Geometrie, die sich in den Formen verbirgt. Laut Vasari „… einsam, exzentrisch, melancholisch und arm, wurde er immer von den schwierigsten Dingen in der Kunst angezogen.“ Die Wirklichkeit lag für ihn in der geometrischen Form, nicht in der Farbe. Um dies auszudrücken, malte er zu Vasaris Entsetzen „die Felder blau, die Städte rot, die Gebäude in verschiedenen, seiner Fantasie entsprechenden Schattierungen.“ Stilistisch stand er dem Mittelalter noch nahe, er bevorzugte eher dekorative und schematische Effekte, als dass er die humanistische „Reinheit der Linie“ anstrebte.
Im Alter war Uccello so wunderlich, dass er keine Aufträge mehr erhielt, völlig hilflos wurde und schließlich den Staat um Steuernachlass bitten musste.
Dennoch zählt Paolo Uccello zu den vielseitigsten Malerpersönlichkeiten der Florentiner Frührenaissance nach Masaccio und gilt aus heutiger Sicht als unmittelbarer Vorgänger der wichtigsten italienischen Meister.

## Rezeption
Sein Fresko Die Sintflut von 1439/40 verwendete Bill Viola für die Präsentation seiner Video- und Soundinstallation The Deluge (2002) in der Ausstellung Electronic Renaissance im Palazzo Strozzi in Florenz.